# Cotylelobium burckii
Cotylelobium burckii är en tvåhjärtbladig växtart som beskrevs av Georg Christoph Heim. Cotylelobium burckii ingår i släktet Cotylelobium och familjen Dipterocarpaceae. Inga underarter finns listade i Catalogue of Life.